# NGC 1703
NGC 1703 (другие обозначения — ESO 119-19, AM 0452-594, IRAS04521-5949, PGC 16234) — спиральная галактика с перемычкой (SBb) в созвездии Золотая Рыба.
Этот объект входит в число перечисленных в оригинальной редакции «Нового общего каталога».
Галактика NGC 1703 входит в состав группы галактик NGC 1672. Помимо NGC 1703 в группу также входят NGC 1672, NGC 1688, ESO 85-14, ESO 85-30, ESO 118-34, ESO 158-3, ESO 119-16 и NGC 1824.
Галактика направлена к наблюдателю плашмя и в ней четко наблюдается ярко выраженная спиральная структура. Поэтому NGC 1706 часто используют для проверки моделей образования спиральных рукавов, в частности тории о волнах плотности, и проверки методов исследования спиралей